# Hexatoma (Eriocera) celestissima
Hexatoma (Eriocera) celestissima is een tweevleugelige uit de familie steltmuggen (Limoniidae). De soort komt voor in het Oriëntaals gebied.